# 佐賀牛

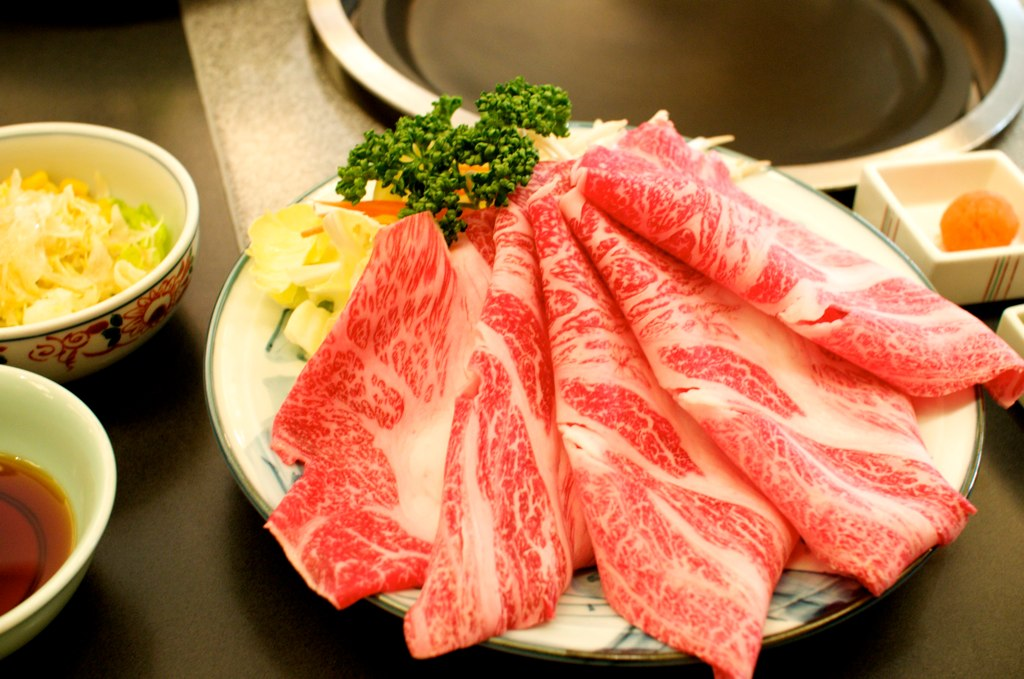
佐賀牛

佐賀牛（さがぎゅう）は、佐賀県農業協同組合・唐津農業協同組合・伊万里市農業協同組合からなるJAグループ佐賀管内の肥育農家で飼育される黒毛和種の和牛のうち、一定の基準を満たした場合に呼称が許される牛肉の名称。日本食肉格付協会の格付けを用いた呼称制限では、仙台牛に次ぐ全国2番目の厳しさである。
佐賀県内のJA再編に伴い、原則としてJAグループ佐賀管内の牛のみが対象となっており、流通の窓口となっているのはJAさがの畜産販売課である。

## 定義
| 肉 質 等 級 | 5 | 佐 賀 牛       | 佐 賀 牛       | 佐 賀 牛       | No.12 | B M S |
| 肉 質 等 級 | 5 | 佐 賀 牛       | 佐 賀 牛       | 佐 賀 牛       | No.11 | B M S |
| 肉 質 等 級 | 5 | 佐 賀 牛       | 佐 賀 牛       | 佐 賀 牛       | No.10 | B M S |
| 肉 質 等 級 | 5 | 佐 賀 牛       | 佐 賀 牛       | 佐 賀 牛       | No.9  | B M S |
| 肉 質 等 級 | 5 | 佐 賀 牛       | 佐 賀 牛       | 佐 賀 牛       | No.8  | B M S |
| 肉 質 等 級 | 4 | 佐 賀 牛       | 佐 賀 牛       | 佐 賀 牛       | No.7  | B M S |
| 肉 質 等 級 | 4 | 佐 賀 産 和 牛 | 佐 賀 産 和 牛 | 佐 賀 産 和 牛 | No.6  | B M S |
| 肉 質 等 級 | 4 | 佐 賀 産 和 牛 | 佐 賀 産 和 牛 | 佐 賀 産 和 牛 | No.5  | B M S |
| 肉 質 等 級 | 3 | 佐 賀 産 和 牛 | 佐 賀 産 和 牛 | 佐 賀 産 和 牛 | No.4  | B M S |
| 肉 質 等 級 | 3 | 佐 賀 産 和 牛 | 佐 賀 産 和 牛 | 佐 賀 産 和 牛 | No.3  | B M S |
| 肉 質 等 級 | 2 | 佐 賀 産 和 牛 | 佐 賀 産 和 牛 | 佐 賀 産 和 牛 | No.2  | B M S |
| 肉 質 等 級 | 1 |                |                |                | No.1  | B M S |

現行の佐賀牛の定義は以下の通り。
- （品種）黒毛和種
- （地理的表示）JAグループ佐賀管内肥育農家が飼育
- （格付け）社団法人日本食肉格付協会の定める取引規格の肉質等級において、「5」等級または「4」等級のBMS「No.7」以上

## 歴史
- 1984年（昭和59年） - 「佐賀牛」として販売開始
- 1988年（昭和63年） - 取扱指定店制度が発足
- 1991年（平成3年） - 販売促進協議会設立
- 2000年（平成12年） - 商標登録
- 2004年（平成16年）1月1日 - 「佐賀牛」と「佐賀産和牛」の境界を、BMS「No.8」と「No.7」の間から「No.7」と「No.6」の間に下げた。
- 2007年（平成19年）4月1日 - JAさが発足、半年後JA佐賀経済連解散。佐賀牛に関するJAの窓口がJAさがとなり、JAグループ佐賀管内の対象牛が「佐賀牛」となる。

## 生産
独自の配合飼料や飼育法を用いて佐賀県で育てられており、生後30ヶ月を目安に出荷される。

## その他の佐賀県産銘柄牛
- 『佐賀産和牛』
黒毛和種の和牛が、JAグループ佐賀管内肥育農家で飼育され、肉質等級が「4」「3」「2」等級、かつ、BMS「No.6」〜「No.2」の場合に呼称が許される[3][4]。
- 『佐賀交雑牛』
母親をホルスタイン種（乳用種）、父親を黒毛和種とする交雑種が、JAグループ佐賀管内肥育農家で飼育された場合に呼称が許される[3]。
- 『伊万里牛』
JA伊万里管轄域の「佐賀牛」および「佐賀産和牛」は『伊万里牛』との通称が用いられる[5]。これは、JA伊万里がJAさが発足に参加しなかったため。